# Pleven
Pleven/Plevna (búlgaro: Плевен) é uma cidade  da Bulgária, localizada no distrito de Pleven.

## População
| Pleven | Pleven | Pleven | Pleven | Pleven | Pleven | Pleven | Pleven  | Pleven  | Pleven  | Pleven  | Pleven  | Pleven  | Pleven  | Pleven  | Pleven  | Pleven  | Pleven  | Pleven  | Pleven  |
| --- | ------ | ------ | ------ | ------ | ------ | ------ | ------- | ------- | ------- | ------- | ------- | ------- | ------- | ------- | ------- | ------- | ------- | ------- | ------- |
| Ano | 1887   | 1910   | 1934   | 1946   | 1956   | 1965   | 1975    | 1985    | 1992    | 2001    | 2002    | 2003    | 2004    | 2005    | 2006    | 2007    | 2008    | 2009    | 2010    |
| População |        |        |        | 39,058 | 57,555 | 78,666 | 107,609 | 129,766 | 130,812 | 121,880 | 121,431 | 119,434 | 116,938 | 115,354 | 113,700 | 113,382 | 112,570 | 112,372 | 111,426 |
| Fontes: Instituto Nacional de Estatísticas, „citypopulation.de“, „pop-stat.mashke.org“, Bulgarian Academy of Sciences |        |        |        |        |        |        |         |         |         |         |         |         |         |         |         |         |         |         |         |